# 구닐라 뉘로스
구닐라 뉘로스(Gunilla Nyroos, 1945년 10월 7일 ~ )는 스웨덴의 배우이다. 제20회 굴드바게상 여우주연상 수상자이다.

## 출연 작품
- 니나 프리스크 (2007)
- 최선의 의도 (1992)